# The Falcon and the Winter Soldier
The Falcon and the Winter Soldier (tạm dịch tiếng Việt: Chim ưng và Chiến binh mùa đông) là một bộ phim truyền hình ngắn tập Mỹ  do Malcolm Spellman tạo ra cho dịch vụ phát trực tuyến Disney+, dựa trên các nhân vật của Marvel Comics là Sam Wilson / Falcon và Bucky Barnes / Winter Soldier. Đây là bộ phim truyền hình thứ 2 lấy bối cảnh trong Vũ trụ Điện ảnh Marvel (MCU) và liên kết trực tiếp với các bộ phim khác của MCU. Các sự kiện của loạt phim diễn ra sau phần phim Avengers: Hồi kết (2019). Loạt phim do Marvel Studios sản xuất, Spellman làm biên kịch chính và được chỉ đạo bởi Kari Skogland.
Sebastian Stan và Anthony Mackie sẽ trở lại với các nhân vật cũ của họ là Bucky Barnes và Sam Wilson trong loạt phim trước. Wyatt Russell, Erin Kellyman, Danny Ramirez, Georges St-Pierre, Adepero Oduye, Don Cheadle, Daniel Brühl và Emily VanCamp cũng tham gia trong dàn diễn viên chính. Vào tháng 9 năm 2018, Marvel Studios bắt đầu kế hoạch phát triển một số loạt phim độc quyền cho Disney+, tập trung vào các nhân vật phụ từ các bộ phim MCU như Wilson và Barnes. Spellman được ký hợp đồng vào tháng 10, và anh chọn chủ đề tập trung vào các vấn đề phân biệt chủng tộc của Wilson khi được trao chiếc khiên của Captain America vào cuối Endgame. Loạt phim đã được xác nhận vào tháng 4 năm 2019 và Skogland đã được thuê vào tháng tiếp theo. Quá trình quay phim bắt đầu vào tháng 10 năm 2019 tại Atlanta, Georgia, trước khi chuyển đến Cộng hòa Séc vào tháng 3 năm 2020. Quá trình sản xuất bị tạm dừng do đại dịch COVID-19, nhưng được tiếp tục lại ở Atlanta vào tháng 9 trước khi quay ở Cộng hòa Séc vào tháng 10.
The Falcon and the Winter Soldier được công chiếu vào ngày 19 tháng 3 năm 2021 và sẽ kéo dài sáu tập cho đến ngày 23 tháng 4. Đây là một phần của Giai đoạn 4 của MCU.

## Nội dung
Sáu tháng sau khi được trao danh hiệu Captain America bởi Steve Rogers vào cuối Avengers: Endgame (2019), Sam Wilson đã hợp tác với Bucky Barnes trong một cuộc phiêu lưu khắp thế giới nhằm kiểm tra khả năng và sự kiên nhẫn của họ.

## Nhân vật
- Sebastian Stan trong vai James "Bucky" Barnes / Winter Soldier / White Wolf:

Một người lính cường hóa và là bạn thân nhất của Steve Rogers trong những năm 1940. Là người được cho là đã bị giết trong Thế chiến II, trước khi tái xuất hiện như một sát thủ bị tẩy não trong hiện tại. Biên kịch chính Malcolm Spellman nhấn mạnh rằng Barnes đã "không làm gì khác ngoài chiến đấu" trong 100 năm qua, và loạt phim không thể tránh khỏi những tổn thương mà anh đã trải qua. Stan giải thích rằng Barnes sẽ phải vật lộn với quá khứ giết người của mình đồng thời phải cố gắng thích nghi với cuộc sống ở thế kỷ 21 mà không có Rogers, và điều đó khiến anh đang gặp khủng hoảng về danh tính thật của mình. Đồng điều hành sản xuất Zoie Nagelhout giải thích rằng Barnes sẽ làm việc để "trút bỏ gánh nặng" khỏi cuộc sống của mình với tư cách là Chiến binh Mùa đông nhưng khía cạnh đen tối của nhân vật này vẫn sẽ được nhìn thấy trong suốt bộ truyện.
- Anthony Mackie trong vai Sam Wilson / Falcon / Captain America:

Một thành viên của Avengers và là lính cứu thương đã được quân đội huấn luyện trong các trận không chiến bằng cách sử dụng đôi cánh được thiết kế đặc biệt. Wilson đã được Rogers trao chiếc khiên và danh hiệu Captain America vào cuối Avengers: Endgame (2019), và loạt phim sẽ khai thác về thời điểm này để khám phá ý nghĩa của việc một người đàn ông da đen được trao danh hiệu đó. Wilson tiếp tục sử dụng biệt danh Falcon trong phim, và Mackie nói rằng cốt truyện của bộ phim sẽ miêu tả chiếc khiên như một gánh nặng cho nhân vật. Anh ta nói thêm rằng Wilson đang đặt câu hỏi làm thế nào "một người da đen [có thể] đại diện cho một quốc gia không đại diện cho anh ta". Cuối cùng, Wilson đã nhận lấy chiếc khiên để trở thành Captain America mới.
- Wyatt Russell trong vai John Walker / Captain America / U.S. Agent:

Một thành viên cấp cao của quân đội và là sự lựa chọn của chính phủ Hoa Kỳ để trở thành Đội trưởng Mỹ mới. Anh ta cố gắng tham gia cùng Wilson và Barnes trong cuộc chiến của họ, và tin rằng anh ta là hiện thân của các giá trị Mỹ tốt hơn Rogers. Sau khi bị Chính phủ Mỹ tước danh hiệu Captain America, Walker được trao danh hiệu mới là U.S. Agent bởi Valentina Allegra de Fontaine. Spellman mô tả Walker là một người lính "đã làm tất cả những gì mà đất nước của anh ấy từng yêu cầu" và giờ đang phải đối mặt với một thực tế nơi cuộc sống và ý thức nghĩa vụ của anh ấy đối với Hoa Kỳ "thách thức [anh ta] theo cách làm đảo lộn và xóa sổ [của anh ta] đặc ân ”. Russell bị thu hút bởi "tính phân đôi" của nhân vật, và anh ấy có chỗ để định hình nhân vật vì đây là phần giới thiệu của anh ấy về MCU. Spellman cho biết Walker đã lấy cảm hứng từ nhân vật truyện tranh, người sử dụng biệt danh US Agent, nhưng bộ truyện đã chuyển khỏi miêu tả truyện tranh để thêm một số chiều hướng khác vào phiên bản này. Feige nói thêm rằng một người đàn ông da trắng, Russell, được đặc biệt chọn làm Đội trưởng Mỹ mới để bình luận về việc chính phủ Hoa Kỳ sẽ không muốn một người đàn ông Da đen như Wilson đảm nhận vai trò đó.
- Erin Kellyman trong vai Karli Morgenthau:

Thủ lĩnh của nhóm chống chủ nghĩa yêu nước, Kẻ Dập Cờ "Flag Smashers", mà tất cả thành viên đều là siêu chiến binh chiến đấu để đưa thế giới trở lại thời kỳ trước cái Búng Tay Đảo Ngược "The Blip", khi mà thế giới không có biên giới. Đây là phiên bản nữ của nhân vật nguyên tác Karl Morgenthau, một trong hai siêu phản diện mang biệt danh Kẻ Dập Cờ.
- Danny Ramirez trong vai Joaquin Torres:

Một trung úy đầu tiên trong Lực lượng Không quân Hoa Kỳ, người phục vụ như một trợ lý của Wilson và đang điều tra về những Kẻ Dập Cờ. Skogland gọi Torres là "một thằng chó con", người đã hâm mộ Falcon "một thời gian" và thích được làm việc cùng với anh ấy.
- Georges St-Pierre trong vai Georges Batroc:

Một lính đánh thuê, hiện làm việc cho nhóm tội phạm LAF và sau đó là nhóm Kẻ Dập Cờ. St-Pierre đảm nhận vai diễn này của mình từ bộ phim Captain America: The Winter Soldier (2014).
- Adepero Oduye trong vai Sarah Wilson:

Em gái của Sam, người điều hành doanh nghiệp đánh cá của gia đình Wilson ở Louisiana. Sarah đại diện cho cuộc sống lớn lên của Sam ở miền Nam và được đưa vào nội dung phim với những ý kiến mạnh mẽ và trình bày một khía cạnh "quan trọng" đối với Sam về lựa chọn của anh ấy để đảm nhận vai trò Captain America.
- Don Cheadle trong vai James "Rhodey" Rhodes:

Một sĩ quan trong Lực lượng Không quân và là thành viên của The Avengers, người sử dụng bộ giáp War Machine. Đạo diễn Kari Skogland giải thích rằng Rhodes đóng vai trò là người cố vấn cho Wilson trong loạt phim, cho anh ta lý do để chống lại việc chiếm giữ riêng chiếc khiên Captain America đồng thời cung cấp một cái nhìn về thế giới rộng lớn hơn sau The Blip.
- Daniel Brühl trong vai Helmut Zemo:

Cựu đại tá thuộc lực lượng đặc nhiệm Sokovia, đồng thời là thủ phạm chia rẽ nhóm Avengers trong Captain America: Civil War (2016). Bộ phim sẽ giới thiệu chiếc mặt nạ màu tím truyền thống của Zemo từ truyện tranh, mà Brühl rất nhiệt tình khi đeo; anh cảm thấy mình giống như một "nam tước" khi mặc bộ trang phục mới, hướng đến phiên bản Zemo "quý tộc" khớp với nguyên tác truyện tranh. Brühl rất vui mừng khi trở lại vai diễn này và nói rằng loạt phim cảm thấy vừa được biết đến vừa mới mẻ đối với anh ấy so với Civil War. Skogland rất hào hứng khám phá sự phức tạp của Zemo sau nơi tối tăm mà Civil War để lại cho anh ta, với loạt phim cho thấy anh ta đã mất tất cả và đang trả giá cho tội ác của mình. Spellman cho biết loạt phim sẽ khám phá nguồn gốc của Zemo và cho thấy cách nhân vật xem mình như một anh hùng.
- Emily VanCamp trong vai Sharon Carter / Power Broker:

Một cựu đặc vụ của S.H.I.E.L.D. và CIA, và là cháu gái của Peggy Carter. Sharon Carter đã biến mất kể từ lần cuối cô ấy được nhìn thấy trong Civil War, và loạt phim cho thấy những gì cô ấy đã làm trong thời gian đó. VanCamp giải thích rằng Carter đang ở một "nơi khá tăm tối" khi bắt đầu bộ phim và cô ấy muốn khám phá những khía cạnh mới của mình chẳng hạn như sự tức giận của cô ấy.
Ngoài ra, Desmond Chiam, Dani Deetté và Indya Bussey sẽ lần lượt vào vai các thành viên của Flag Smashers gồm Dovich, Gigi, và DeeDee; Amy Aquino đóng vai Tiến sĩ Christina Raynor, bác sĩ trị liệu của Barnes; Miki Ishikawa đóng vai Leah; Cle Bennett đóng vai Lemar Hoskins / Battlestar, cộng sự của Walker; Carl Lumbly và Elijah Richardson lần lượt xuất hiện trong vai Isaiah Bradley và cháu trai của ông, Eli Bradley; và Noah Mills đóng vai một thành viên của Kẻ Dập Cờ mang tên Nico.

## Các tập phim
| TT. | Tiêu đề                                                  | Đạo diễn      | Biên kịch                       | Ngày phát sóng gốc  |
| --- | -------------------------------------------------------- | ------------- | ------------------------------- | ------------------- |
| 1 | "New World Order / Trật tự thế giới mới"                 | Kari Skogland | Malcolm Spellman                | 19 tháng 3 năm 2021 |
| Sáu tháng sau khi một nửa sự sống trở về từ Cú búng tay, Sam Wilson ngăn chặn Georges Batroc và nhóm khủng bố LAF, những kẻ đã cướp một chiếc máy bay và bắt làm con tin ở Tunisia, với sự hỗ trợ của Trung úy Không quân Hoa Kỳ Joaquin Torres. Wilson, người được Steve Rogers trao cho danh hiệu của Captain America, đấu tranh với ý tưởng này và quyết định đưa chiếc khiên của Rogers cho chính phủ Mỹ để trưng bày trong bảo tàng. Bucky Barnes, người gần đây đã được ân xá, tham dự liệu pháp do chính phủ ủy nhiệm, nơi anh ta thảo luận về nỗ lực của mình để sửa đổi thời gian làm sát thủ bị tẩy não, Chiến binh Mùa đông. Torres điều tra một nhóm khủng bố khác, Flag Smashers (Những kẻ dập cờ), những kẻ tin rằng cuộc sống đã tốt hơn trong thời gian Blip. Torres bị thương bởi một thành viên trong nhóm có sức sức mạnh khi chứng kiến cảnh chúng cướp ngân hàng ở Thụy Sĩ. Sau đó, anh ta thông báo cho Wilson về điều này, người đã cố gắng giúp đỡ người em gái bất đắc dĩ Sarah của mình với công việc kinh doanh đánh bắt cá của gia đình ở Delacroix, Louisiana. Chính phủ sớm công bố một Captain America mới, John Walker.                            |                                                          |               |                                 |                     |
| 2 | "The Star-Spangled Man / Người đàn ông lấp lánh ánh sao" | Kari Skogland | Michael Kastelein               | 26 tháng 3 năm 2021 |
| Walker xuất hiện trên chương trình truyền hình Good Morning America và tiết lộ mong muốn được sống theo danh hiệu của Rogers. Barnes nói với Wilson rằng lẽ ra anh ta nên giữ chiếc khiên trước khi đi cùng anh ta đến Munich, nơi Những Kẻ Dập Cờ và thủ lĩnh của chúng là Karli Morgenthau đang đánh cắp một lô hàng thuốc. Wilson và Barnes tấn công nhóm, nhưng những kẻ khủng bố đều là siêu chiến binh và áp đảo cặp đôi. Walker và Lemar Hoskins đến để giúp đỡ, nhưng những kẻ đập cờ đã trốn thoát. Walker muốn làm việc với Barnes và Wilson, nhưng họ từ chối. Đi du lịch đến Baltimore, Barnes giới thiệu Wilson với Isaiah Bradley, một siêu chiến binh kỳ cựu đã chiến đấu với Chiến binh Mùa đông trong Chiến tranh Triều Tiên. Tuy nhiên, Bradley từ chối giúp họ khám phá thông tin về những siêu chiến binh khác do đã bị chính phủ Mỹ và Hydra giam cầm và thí nghiệm trong 30 năm. Barnes bị bắt vì bỏ lỡ một cuộc hẹn trị liệu, nhưng Walker đã trả tự do cho anh ta. Barnes và Wilson một lần nữa từ chối làm việc với Walker, và Barnes đề nghị với Wilson rằng họ đến thăm Helmut Zemo bị giam cầm.                                                        |                                                          |               |                                 |                     |
| 3 | "Power Broker / Hội nhóm Power Broker"                   | Kari Skogland | Derek Kolstad                   | 2 tháng 4 năm 2021  |
| Zemo đề nghị giúp ngăn chặn những kẻ đập cờ, vì vậy Barnes đã dàn dựng một cuộc bạo động trong tù để giúp anh ta thoát khỏi nhà tù. Họ du hành đến Madripoor, một hòn đảo thành phố, khu bảo tồn tội phạm được điều hành bởi tổ chức Power Broker bí ẩn. Tên tội phạm cấp cao Selby tiết lộ rằng Power Broker đã thuê cựu nhà khoa học Hydra, Tiến sĩ Wilfred Nagel để tái tạo Huyết thanh Siêu chiến binh. Selby bị giết khi danh tính của Wilson bị lộ, và mọi thợ săn tiền thưởng ở Madripoor đều nhắm đến Wilson, Barnes và Zemo. Sharon Carter, người đã sống như một kẻ chạy trốn trên đảo, cứu bộ ba và đưa họ đến phòng thí nghiệm của Nagel. Họ biết rằng anh ta đã tạo ra hai mươi liều huyết thanh, mà Morgenthau đã đánh cắp. Những kẻ săn tiền thưởng tấn công họ, và Zemo giết Nagel trong cuộc hỗn loạn trước khi tìm được một phương tiện chạy trốn. Carter ở lại và Wilson hứa sẽ ân xá cho cô. Những kẻ đập cờ đột kích và đánh bom một cơ sở lưu trữ của Hội đồng Hồi hương Toàn cầu (GRC) ở Lithuania trong khi Zemo, Barnes và Wilson tìm kiếm chúng ở Latvia. Barnes phải đối mặt với Ayo, một thành viên của đội Dora Milaje của Wakanda.                   |                                                          |               |                                 |                     |
| 4 | "The Whole World Is Watching / Cả thế giới dõi theo"     | Kari Skogland | Derek Kolstad                   | 9 tháng 4 năm 2021  |
| Ayo cho Barnes tám giờ để sử dụng Zemo trước khi người Wakandan bắt anh ta, vì Zemo đã giết vua của họ T'Chaka . [d]Zemo giúp tìm Morgenthau tại đám tang mẹ nuôi của cô, nơi Walker và Hoskins chặn họ. Wilson nói chuyện một mình với Morgenthau và cố gắng thuyết phục cô ấy chấm dứt bạo lực, nhưng Walker thiếu kiên nhẫn đã can thiệp, và một cuộc chiến xảy ra. Zemo đã phá hủy gần hết số huyết thanh trước khi bị Walker bắt giữ, người đã bí mật lấy lọ cuối cùng. Ayo và Dora Milaje đến tìm Zemo, nhưng Walker từ chối giao anh ta. Trong cuộc chiến sau đó, Dora Milaje làm nhục Walker trong khi Zemo trốn thoát. Morgenthau đe dọa Sarah, buộc Wilson phải gặp cô để thuyết phục anh tham gia cùng cô. Walker và Hoskins giao chiến với các thành viên khác của Flag Smashers, dẫn đến một cuộc chiến khác, trong đó Morgenthau vô tình giết chết Hoskins. Tức giận vì cái chết của bạn mình và đã uống huyết thanh, Walker sử dụng chiếc khiên giết một thành viên của Những Kẻ Dập Cờ trước mặt đám đông sửng sốt, những người đã quay clip anh ta giết người. |                                                          |               |                                 |                     |
| 5 | "Truth / Sự thật"                                        | Kari Skogland | Dalan Musson                    | 16 tháng 4 năm 2021 |
| Wilson và Barnes yêu cầu Walker che chắn, dẫn đến một cuộc chiến, trong đó Walker phá hủy bộ cánh của Wilson. Wilson và Barnes cầm lấy chiếc khiên, làm gãy tay Walker. Barnes tìm thấy Zemo ở Sokovia và giao anh ta cho Dora Milaje, trong khi Walker nhận được một cuộc giải ngũ khác ngoài danh dự và bị tước danh hiệu Captain America. Sau đó, Walker được tiếp cận bởi Contessa Valentina Allegra de Fontaine. Wilson để lại bộ cánh bị hư hỏng cùng Torres và đến thăm Bradley, người nói rằng anh tin rằng một người da đen không thể và không nên trở thành Captain America. Wilson trở về nhà và giúp sửa chữa chiếc thuyền của gia đình, với sự hỗ trợ từ một số người dân địa phương và Barnes, người đã chuyển một chiếc vali từ Wakanda đến Wilson. Barnes và Wilson luyện tập với chiếc khiên và đồng ý tiếp tục từ quá khứ của họ và làm việc cùng nhau. Những Kẻ Dập Cờ lên kế hoạch tấn công một hội nghị GRC ở thành phố New York và có sự tham gia của Batroc, người mà Carter đã bí mật thuê. Trong một cảnh mid-credit, Walker làm một tấm khiên mới từ sắt vụn và huy chương chiến tranh của mình.                                                         |                                                          |               |                                 |                     |
| 6 | "One World, One People / Một thế giới, một dân tộc"      | Kari Skogland | Malcolm Spellman & Josef Sawyer | 23 tháng 4 năm 2021 |
| Mặc bộ đồng phục Captain America mới và đôi cánh vibranium từ Wakanda, Wilson bay đến New York để ngăn chặn cuộc tấn công của Những Kẻ Dập Cờ với sự giúp đỡ của Barnes, Carter và Walker. Carter vô tình tiết lộ rằng cô ấy là Người môi giới quyền lực (Power Broker) cho Batroc và giết anh ta trong khi Wilson cố gắng lý luận với Morgenthau trước khi Carter giết cô ấy. Wilson thuyết phục GRC hoãn việc buộc phải di dời những người phải di dời mà Morgenthau đã hy sinh vì chiến đấu và thay vào đó nỗ lực giúp đỡ họ. Những Kẻ Dập Cờ được tiêm huyết thanh còn lại bị Barnes và Walker bắt và đưa đến Nhà tù Raft, nhưng chúng bị quản gia của Zemo, Oeznik, giết trên đường đi. De Fontaine cho Walker một bộ đồng phục và mật danh mới: U.S. Agent. Barnes sửa lỗi với tất cả những người mà anh ấy đã làm tổn thương hoặc cho phép trở thành Chiến binh Mùa đông trong khi Wilson đưa Bradley đến một đài tưởng niệm dành riêng cho ông được thêm vào cuộc triển lãm Captain America của bảo tàng. Trong một cảnh mid-credit, sau khi được ân xá đầy đủ, Carter gia nhập CIA và có ý định sử dụng quyền truy cập này để bán các bí mật và tài nguyên của chính phủ. |                                                          |               |                                 |                     |

## Sản xuất

### Phát triển
Vào tháng 9 năm 2018, Marvel Studios đang phát triển một số loạt phim giới hạn cho dịch vụ phát trực tuyến của công ty mẹ Disney, Disney+, tập trung vào các nhân vật phụ từ các bộ phim thuộc Vũ trụ Điện ảnh Marvel (MCU) không đóng vai chính trong phim của họ. Các diễn viên thể hiện các nhân vật trong phim dự kiến sẽ đóng lại vai trò của họ trong loạt phim giới hạn. Bộ phim dự kiến sẽ có từ sáu đến tám tập mỗi tập và có "kinh phí [ngân sách] khổng lồ ngang ngửa với một công ty sản xuất của hãng phim lớn". Loạt phim này sẽ được sản xuất bởi Marvel Studios chứ không phải Marvel Television, hãng đã sản xuất những loạt phim truyền hình trước đó trong MCU. Chủ tịch Marvel Studios Kevin Feige được cho là sẽ đảm nhận "vai trò thực hành" trong quá trình phát triển của mỗi loạt phim, tập trung vào "tính liên tục của câu chuyện" với các bộ phim và "xử lý" các diễn viên sẽ đảm nhiệm vai trò của họ từ phim.
Malcolm Spellman là một trong số các nhà văn được yêu cầu giới thiệu một loạt phim tập trung vào Sam Wilson / Falcon của Anthony Mackie và Bucky Barnes / Winter Soldier của Sebastian Stan. Feige tin rằng các bộ phim MCU chưa khám phá đủ về những nhân vật này, và Marvel đặc biệt muốn khám phá cặp đôi này nhiều hơn sau khi thấy phản ứng của khán giả về "động lực vui nhộn" của họ trong các bộ phim MCU Captain America: The Winter Soldier (2014) và Captain America: Civil War (2016). Mackie và Stan trước đây đều bày tỏ sự quan tâm đến việc đóng cùng nhau trong một bộ phim phụ của MCU, Stan so sánh ý tưởng này với những bộ phim hài của bạn thân như Midnight Run (1988) và 48 Hrs. (Năm 1982). [36] Đó là ý định của Marvel Studios khi loạt phim sử dụng định dạng "bạn thân hai tay" như những bộ phim đó.Mỗi nhà văn phát triển quảng cáo chiêu hàng của họ với một giám đốc điều hành của Marvel Studios; Spellman đã làm việc với Nate Moore, và sân của anh ấy tập trung vào chủng tộc và danh tính. Ông cho 48 Hrs., The Defiant Ones (1958), Lethal Weapon (1987), và Rush Hour (1998) làm ví dụ về những bộ phim bạn thân đề cập đến các vấn đề chủng tộc, mà Spellman muốn làm mẫu cho loạt phim này. Spellman đã bị chứng đau nửa đầu khi anh ấy ném bóng cho Feige, và anh ấy nói rằng bài thuyết trình không diễn ra tốt đẹp. Moore ủng hộ anh ta và cách tiếp cận của anh ta, điều mà Spellman cảm thấy là vì Moore đồng ý rằng tập trung vào chủng tộc là hướng đi đúng đắn cho loạt phim. Spellman được thuê để viết loạt phim giới hạn vào cuối tháng 10 năm 2018. Feige cảm thấy Spellman là người phù hợp với công việc này vì anh ấy hiểu điều gì cần thiết để làm cho bộ phim trở nên thú vị và đầy hành động, đồng thời cũng là một nam biên kịch truyền hình da đen đã cho anh ấy quan điểm cần thiết để kể loại câu chuyện về Wilson mà họ muốn. Loạt phim được chính thức công bố vào tháng 4 năm 2019 với tựa đề The Falcon and the Winter Soldier, và Kari Skogland được thuê để chỉ đạo tất cả sáu tập một tháng sau đó. Mỗi tập có thời lượng 45–55 phút, với ngân sách được báo cáo lên tới 25 triệu đô la mỗi tập.Các nhà sản xuất điều hành của loạt phim này là Feige, Louis D'Esposito, Victoria Alonso, Moore, Skogland và Spellman.

### Kịch bản
Bộ phim lấy bối cảnh sáu tháng sau bộ phim Avengers: Endgame (2019), mô tả Steve Rogers trao lại chiếc khiên và chiếc áo choàng của Captain America cho Wilson. Feige cho biết đây được dự định là "sự truyền ngọn đuốc cổ điển từ anh hùng này sang anh hùng khác", nhưng khi Marvel Studios có cơ hội làm phim truyền hình cho Disney+, họ quyết định mở rộng điều này thành toàn bộ câu chuyện về Wilson, một người da đen. người đàn ông, trở thành Captain America. Mackie đã do dự về bộ truyện vì anh cảm thấy nó không thể phù hợp với chất lượng của các bộ phim MCU, và anh không muốn một diễn viên da đen đóng vai chính trong thất bại đầu tiên của Marvel, nhưng anh đã chiến thắng nhờ tài viết của Spellman. Mackie cho biết loạt phim sẽ khám phá cốt truyện của Wilson và coi anh ta như một "người bình thường" trong thế giới của các siêu anh hùng, trong khi "bước vào ranh giới ai sẽ lấy chiếc khiên [Captain America]" sau Endgame. Anh ấy cảm thấy rằng có một "thương hiệu con người" cụ thể mà người ta mong đợi ở Captain America, và một phần của việc Wilson đặt câu hỏi về lớp phủ này đến từ việc anh ta biết là một người da đen rằng "bạn không thể là người giống nhau trong mọi căn phòng bạn bước vào mỗi người bạn gặp đều mong đợi một người khác nhau ". Spellman cảm thấy loạt phim là" một sự tiến triển tốt đẹp "từ các chủ đề về bản sắc chủng tộc đã được trình bày trong Black Panther của Marvel Studios (2018) và hy vọng rằng loạt phim sẽ có tác động tích cực đến giới trẻ da đen giống như bộ phim đã làm. Ông lưu ý rằng ngoài bản thân ông và Moore, hơn một nửa nhân viên biên kịch của bộ truyện cũng là người da đen, điều này đã củng cố cho bộ truyện miêu tả Wilson như một "nhân vật đen nhất định". Mackie cho biết anh đang nhặt tấm áo choàng do ngôi sao Black Panther Chadwick Boseman để lại, người đã qua đời vào tháng 8 năm 2020. Stan giải thích rằng Barnes cảm thấy bảo vệ di sản của Rogers, và muốn Wilson trở thành Captain America vì anh là sự lựa chọn của Rogers. Việc Wilson nghi ngờ về việc đảm nhận vai diễn này trở thành mâu thuẫn đối với Barnes.
Derek Kolstad tham gia nhóm viết của loạt phim vào tháng 7 năm 2019, và cho biết anh sẽ mang đến "một cái nháy mắt và một cái gật đầu" cho phong cách xây dựng thế giới và phát triển nhân vật từ thương hiệu phim John Wick của mình. Feige cho biết loạt phim sẽ phản ánh thế giới thực nhiều hơn so với các dự án MCU trước đó, với nhà soạn nhạc Henry Jackman nói rằng loạt phim đề cập đến "các vấn đề ít thoải mái hơn... nặng" chẳng hạn như loại người nào nên cầm khiên. và một người da đen sẽ cảm thấy thế nào khi trở thành Đội trưởng Mỹ. Skogland nói thêm rằng các vấn đề thời sự, "khó nói" khác mà loạt phim khám phá bao gồm các ý tưởng về lòng yêu nước và chủ nghĩa cực đoan, đặt ra các câu hỏi: "Người Mỹ là ai và ai được quyền quyết định những nguyên tắc nào của đất nước? Điều gì bắt buộc người dân để có những hành động cực đoan nhân danh những gì họ tin là lòng yêu nước? " Skogland lưu ý rằng Captain America luôn được sử dụng để khám phá các ý tưởng chính trị, kể từ cuốn truyện tranh đầu tiên của nhân vật vào năm 1941, nơi anh ta được miêu tả là đã đấm Adolf Hitler. Stan cho biết người xem sẽ có thể so sánh các sự kiện trong loạt phim với trận bão ở Hoa Kỳ năm 2021, mặc dù điều này là vô tình vì loạt phim được viết trước sự kiện đó.
The Blip — nơi một nửa sự sống trong vũ trụ biến mất trong Avengers: Infinity War (2018) và quay trở lại trong Endgame — là "nguồn xung đột chính" của The Falcon và Winter Soldier với các nhân vật đều phản ứng với nó, Spellman lưu ý rằng họ muốn cuộc khủng hoảng này trở thành thứ mà người xem có thể xác định được, thêm vào đó các anh hùng, các vấn đề của họ và thế giới quan của họ là "của thời đại". Spellman đã tạo ra một kết nối song song giữa Blip và đại dịch COVID-19, vì bối cảnh của loạt phim được mô tả là "một thế giới đang phấn đấu cho sự ổn định sau một thảm họa toàn cầu". Anh ấy cảm thấy rằng một sự kiện toàn cầu như Blip hay một đại dịch có thể thống nhất hoặc chia rẽ, và mỗi tập của loạt phim được xác định bởi "sự thúc đẩy" này. Một trong những nhân vật phản diện của series, Flag Smashers, là một nhóm vô chính phủ, chống lại lòng yêu nước, những người tin rằng thế giới tốt đẹp hơn trong thời kỳ Blip và được "sinh ra" từ sự kiện đó. Flag Smashers và Helmut Zemo đều "tin rằng họ là anh hùng" và đang phản hồi lại Blip với quan điểm khiến các anh hùng và dân chúng phải nhượng bộ là những điểm hợp lệ. Skogland tin rằng việc thiết lập loạt phim sáu tháng sau khi Blip là rất quan trọng, vì đó là lúc những biến chứng của mọi người trở về bắt đầu vượt qua cú sốc và niềm vui ban đầu. Đồng điều hành sản xuất Zoie Nagelhout và Moore cho biết loạt phim sẽ cho thấy Wilson và Barnes đang cố gắng tìm ra danh tính của họ, và Blip sẽ ảnh hưởng đến điều này. Spellman nói thêm rằng danh tính là một trong những chủ đề chính của The Falcon and the Winter Soldier, với câu chuyện buộc Wilson, Barnes, Sharon Carter và Helmut Zemo mỗi người phải "suy nghĩ lại cách họ nhìn nhận bản thân và đương đầu với cách thế giới nhìn nhận họ".
Jackman mô tả bộ này là một bộ phim tâm lý, [44] trong khi Mackie và Stan nói rằng nó là "một phần sử thi siêu anh hùng hành động, một phần hài hước khó xử của bạn thân". Stan đã so sánh giọng điệu của loạt phim với bộ phim MCU thực tế hơn Captain America: The Winter Soldier. Anh ấy nói thêm rằng thời lượng chiếu dài hơn một bộ phim cho phép loạt phim khám phá cuộc sống cá nhân của các nhân vật chính và cho biết một ngày trong cuộc đời của mỗi người sẽ như thế nào, và cho biết nó sẽ kết hợp mối quan hệ hiện có của các nhân vật. với sự năng động ngoài màn hình của các diễn viên. Spellman muốn "về nhà" với các nhân vật và để các diễn viên thể hiện kỹ năng của họ thay vì chỉ tập trung vào hành động, và ông cho biết tinh thần và xung đột của các nhân vật trong tiêu đề là những gì vẫn nhất quán khi dự án phát triển từ quảng cáo đầu tiên của ông. đến loạt cuối cùng. Anh ta so sánh chúng với lửa và băng, nói rằng, "Sam phản ứng một cách tự nhiên từ trong ruột, còn Bucky thì lạnh lùng và có tính toán hơn". Spellman nói rằng có một "khoảnh khắc 12 giây trong Civil War mà cảm giác như mọi Người hâm mộ Marvel biết rằng [Wilson và Barnes sẽ] có thể hỗ trợ một bộ phim hoặc một nhượng quyền thương mại ", đề cập đến một cảnh trong đó hai nhân vật tranh cãi về vị trí ngồi của Wilson. Bộ truyện được xây dựng dựa trên phản ứng hóa học từ cảnh đó thay vì phát triển giọng điệu của nó từ đầu. Các nhà biên kịch cũng tham khảo các cuộc phỏng vấn báo chí khác nhau do Mackie và Stan thực hiện để giúp tạo nên mối quan hệ và sự năng động của nhân vật với nhau. Skogland và Spellman lưu ý rằng Wilson và Barnes không nhất thiết phải là bạn trong phim, nhưng họ có Rogers như một "mẫu số chung". Nếu không có Rogers, mối quan hệ cơ bản của cặp đôi giờ đây "trơ trọi" và buộc phải phát triển. Stan nói rằng không có Rogers, Barnes và Wilson đã đi vào "những góc đối diện khi đối mặt với cuộc sống của họ [và] những con quỷ của họ", nhưng họ đều hỏi những câu hỏi giống nhau.
Spellman đã sử dụng kiến thức chung của mình về Marvel Comics và MCU, cùng với Moore và Nagelhout, để tạo ra bộ truyện, thay vì dựa trên những cuốn truyện tranh cụ thể, mặc dù anh ta đặt tên Truth: Red, White & Black như một ảnh hưởng lớn đến bộ truyện. Skogland nói thêm rằng các nhà văn đã tạo ra các nhân vật độc đáo cho bộ truyện và sẽ quay lại truyện tranh để tìm những cái tên thích hợp "có liên quan" và phù hợp với nguyên mẫu, ngay cả khi chúng không phải là bản dịch trực tiếp từ cách chúng được sử dụng trong truyện tranh; Những kẻ đập cờ là một ví dụ về điều này. Kolstad cảm thấy thật thú vị khi lấy các nhân vật phụ từ các bộ phim và đặt họ vào các vai trò chính cho bộ truyện, và nói thêm rằng các nhân vật khác từ các bộ phim MCU trước đó được xếp vào bộ truyện và chuyển cách kể chuyện theo những cách mới. Với việc Disney mua lại 20th Century Fox cho phép Marvel Studios lấy lại quyền làm phim đối với các tài sản X-Men và Fantastic Four, Marvel Studios đã có thể đưa các yếu tố từ các tài sản đó vào trong loạt phim. Điều này bao gồm một vị trí trong truyện tranh, Madripoor, mà Feige nói là "giống một quả trứng Phục sinh trong và của chính nó". Trước buổi ra mắt loạt phim, Spellman cho biết có ba dự án từ Marvel Studios mà ông biết sẽ gắn liền với loạt phim.

### Tuyển vai

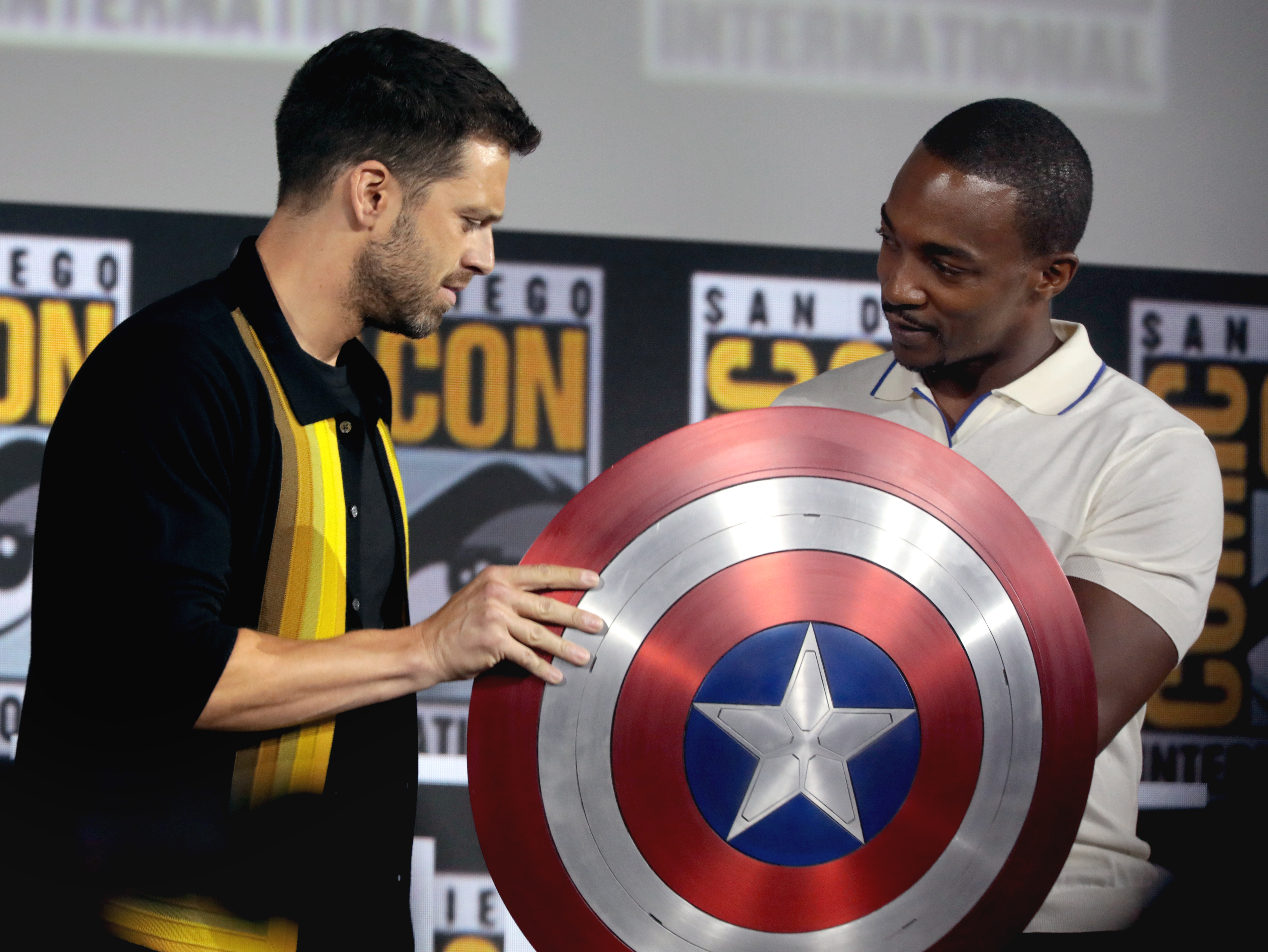
Stan và Mackie tại San Diego Comic-Con 2019 quảng bá cho series truyền hình.

Với thông báo chính thức của loạt phim vào tháng 4 năm 2019, đã xác nhận rằng Mackie và Stan sẽ lần lượt đóng lại vai Wilson và Barnes của họ trong loạt phim. Tháng sau, Daniel Brühl và Emily VanCamp tham gia đàm phán để đóng lại các vai Helmut Zemo và Sharon Carter trong phim của họ. Brühl đã được xác nhận tham gia loạt phim vào tháng 7 năm 2019, và VanCamp được xác nhận một tháng sau đó khi Wyatt Russell được công bố sẽ đảm nhận vai John Walker. Tác phẩm trước đây của Russell miêu tả "người lười biếng với mái tóc dài và bộ râu" không phù hợp với vai diễn này, nhưng Marvel thích cách "năng lượng độc đáo" của anh ấy phân biệt Walker với Wilson và Barnes.
Bộ ảnh vào tháng 11 năm 2019 tiết lộ Adepero Oduye sẽ xuất hiện trong loạt phim, đóng vai chị gái của Sam là Sarah Wilson, trong khi Desmond Chiam và Miki Ishikawa tham gia dàn diễn viên một tháng sau đó. Noah Mills được chọn vào tháng 1 năm 2020, và tháng sau, Carl Lumbly tham gia vào vai Isaiah Bradley. Bộ ảnh bổ sung vào tháng 9 năm 2020 tiết lộ Georges St-Pierre sẽ đảm nhận vai Georges Batroc từ Captain America: The Winter Soldier, và Erin Kellyman đã tham gia diễn xuất, đóng vai Karli Morgenthau. Tháng sau, Danny Ramirez được chọn vào "vai quan trọng" của Joaquin Torres. Sự tham gia của Kellyman đã được xác nhận vào tháng 12. Vào tháng 2 năm 2021, Don Cheadle tiết lộ rằng anh xuất hiện trong loạt phim với vai trò MCU của mình là James "Rhodey" Rhodes / War Machine. Cũng trong tháng, đoạn giới thiệu của loạt phim tiết lộ Amy Aquino đã được chọn vào vai trong phim, đóng vai bác sĩ trị liệu của Barnes.

### Thiết kế
Chuỗi tín dụng kết thúc của bộ truyện được ghi nhận vì có "những lời trêu chọc, những lời giới thiệu và những cái gật đầu thú vị với [truyện]". Chúng bao gồm Đạo luật Con người Nâng cao và Thaddeus "Thunderbolt" Ross; Hiệp định Sokovia; một áp phích truy nã cho Karli Morgenthau và các cuộc tấn công khác nhau được thực hiện bởi những kẻ đập cờ; Madripoor và Chiếc saloon khỉ bằng đồng / đồng thau; những nỗ lực trong quá khứ để tái tạo chương trình Captain America, bao gồm cả việc Isaiah Bradley bị dán nhãn là một "chủ thể"; và Power Broker.

### Quay phim
Phim bắt đầu quay vào ngày 31 tháng 10 năm 2019, tại Pinewood Atlanta Studios ở Atlanta, Georgia, với Skogland đạo diễn, và PJ Dillon là nhà quay phim. Bộ phim được quay dưới Nhóm thẻ tiêu đề hoạt động. Mackie và Stan thông báo khởi quay chính thức vào ngày 4 tháng 11. Mackie đã so sánh quá trình sản xuất với một bộ phim MCU, nói rằng cảm giác giống như quay một bộ phim dài sáu giờ sau đó sẽ được cắt thành các tập riêng lẻ hơn là quay từng tập một. Feige cho biết loạt phim sẽ có "trải nghiệm điện ảnh" của một bộ phim MCU qua sáu tập, trong khi Skogland cảm thấy loạt phim này "liên quan" đến các bộ phim vì nó có "hành động, hài kịch, nhịp độ octan cao, những gương mặt quen thuộc và những nhân vật mới ". Skogland được lấy cảm hứng từ các bộ phim của David Lean và Midnight Cowboy (1969) cho loạt phim, cũng như bộ phim Pháp The Intouchables (2011). Intouchables đã giúp cô ấy "yên tâm trong việc khám phá một số lỗ hổng" của Wilson và Barnes, điều này đã chuyển sang các cách tiếp cận khác nhau để quay từng nhân vật. Ví dụ, cách tiếp cận của Skogland đối với Wilson là đặt máy ảnh lùi xa hơn để chụp xung quanh anh ta, trong khi cách tiếp cận của Barnes là cố gắng "ở trong đầu anh ta" bằng cách sử dụng các bức ảnh cận cảnh và lấy nét nông loại trừ hậu cảnh.
Việc quay địa điểm diễn ra tại khu vực đô thị Atlanta từ tháng 11 năm 2019 đến tháng 2 năm 2020. Vào giữa tháng 1, quá trình quay phim dự kiến sẽ diễn ra ở Arecibo, Puerto Rico trong hai tuần, nhưng việc sản xuất trên đảo đã bị đình chỉ do một loạt trận động đất ở đó. Vào ngày 3 tháng 3, việc sản xuất được tiết lộ là sẽ chuyển đến Praha, Cộng hòa Séc, trong ba tuần cho đến ngày 25 tháng 3, với việc quay phim tại thành phố bắt đầu từ ngày 6 tháng 3 và dự kiến sẽ tiếp tục cho đến tuần ngày 16 tháng 3. Tuy nhiên, việc quay phim. đã bị tạm dừng vào ngày 10 tháng 3 do đại dịch COVID-19 và các thành viên của quá trình sản xuất đã quay trở lại Atlanta. Stan cho biết việc quay phim sẽ được hoàn thành khi đã an toàn, ước tính rằng cần ít nhất hai hoặc ba tuần quay phim nữa. Vào đầu tháng 5, Cộng hòa Séc cho phép bắt đầu sản xuất phim và truyền hình nếu họ tuân theo các hướng dẫn mới về vệ sinh đối với diễn viên và thành viên đoàn phim, và vào tháng 6, người đứng đầu ủy ban điện ảnh Séc cho biết dàn diễn viên và đoàn làm phim và các tác phẩm truyền hình sẽ được miễn trừ khỏi lệnh cấm du lịch của Liên minh Châu Âu đối với công dân Hoa Kỳ, được ấn định có hiệu lực vào ngày 1 tháng 7.
Quá trình sản xuất loạt phim này đã được lên kế hoạch tiếp tục tại Pinewood Atlanta Studios vào tháng 8. Skogland nói rằng đoàn làm phim biết chính xác những gì họ cần để quay khi việc quay có thể bắt đầu lại. Quá trình quay phim được thực hiện tại ga Atlantic ở Atlanta vào đầu tháng 9, và VanCamp đã quay xong các cảnh của cô ấy cho loạt phim vào cuối tháng đó. Việc quay phim tại Prague được tiếp tục vào ngày 10 tháng 10, với các địa điểm bao gồm Nghĩa trang Olšany và Tu viện Saint Gabriel ở Smíchov. [90] Mackie cho biết dàn diễn viên và đoàn làm phim đã tuân thủ các biện pháp cách ly nghiêm ngặt và cách xa xã hội khi quay phim ở Prague. Quá trình sản xuất kết thúc vào ngày 23 tháng 10.

### Hậu kỳ
Skogland cho biết đoàn làm phim đã sử dụng thời gian của họ một cách khôn ngoan khi quá trình sản xuất ngừng hoạt động do đại dịch, cho phép họ tiếp tục công việc hậu kỳ cho bộ phim và đưa ra quyết định mà họ thường không có thời gian để đưa ra. Jeffrey Ford, Kelley Dixon, Todd Desrosiers và Rosanne Tan đã chỉnh sửa các tập khác nhau của loạt phim. Hiệu ứng hình ảnh được cung cấp bởi Cantina Creative, Crafty Apes, Digital Frontier, Industrial Light & Magic, QPPE, Rodeo FX, Sony Pictures Imageworks, Stereo D, Technicolor VFX, Tippett Studio, Trixter và Weta Digital.

## Âm nhạc
Henry Jackman, người đã ghi bàn cho Captain America: The Winter Soldier và Captain America: Civil War, bắt đầu ghi bàn cho loạt phim vào tháng 12 năm 2020. Nhạc nền của loạt phim sẽ được Marvel Music và Hollywood Records phát hành dưới dạng kỹ thuật số thành hai tập: nhạc từ tập một đến tập ba sẽ được phát hành vào ngày 9 tháng 4 năm 2021 và nhạc từ tập bốn đến tập sáu sẽ được phát hành vào ngày 30 tháng 4 năm 2021. "Louisiana Hero", chủ đề tín dụng kết thúc của loạt phim, được phát hành kỹ thuật số dưới dạng đĩa đơn vào ngày 26 tháng 3 năm 2021. Jackman đã mở rộng mô-típ ngắn gọn mà anh đã sử dụng cho Wilson trong Captain America: The Winter Soldier thành một chủ đề "được hiện thực hóa hoàn toàn", pha trộn nó với "các yếu tố của nhạc blues miền Nam" vì Wilson đến từ Louisiana.

## Tiếp thị
Một đoạn giới thiệu ngắn cho The Falcon and the Winter Soldier đã được chiếu tại San Diego Comic-Con 2019, có Brühl trong vai Zemo. Nhân vật đeo mặt nạ màu tím truyền thống của mình trong truyện tranh trong đoạn teaser. Skogland đã đến Budapest, nơi Brühl đang quay phim Người ngoài hành tinh: Thiên thần bóng tối, để ghi lại cảnh quay. Concept art cho loạt phim bao gồm các thiết kế cho trang phục của các nhân vật được bao gồm trong Mở rộng vũ trụ, một sản phẩm đặc biệt của Marvel Studios đã ra mắt trên Disney+ vào ngày 12 tháng 11 năm 2019.
Vào tháng 12 năm 2019, Feige đã ra mắt những hình ảnh đầu tiên của loạt phim tại Comic Con Experience, được Matt Goldberg của Collider mô tả là có cơ sở hơn so với WandaVision của loạt phim Disney+, với vẻ ngoài "phim kinh dị gián điệp tiêu chuẩn" tương tự như phim Captain America. Một quảng cáo cho loạt phim, WandaVision và Loki đã được chiếu trong Super Bowl LIV. Julia Alexander của The Verge nói rằng không có nhiều cảnh quay, nhưng nó cung cấp "đủ cái nhìn thoáng qua để trêu chọc người hâm mộ". Haleigh Foutch tại Collider cảm thấy về tất cả các quảng cáo của Super Bowl, các đoạn giới thiệu của Marvel đã "đánh cắp toàn bộ chương trình" và có "rất nhiều điều để phấn khích". Một đoạn giới thiệu cho bộ phim đã được phát hành trong Ngày Nhà đầu tư của Disney vào tháng 12 năm 2020. Các nhà văn của Polygon cho biết đoạn giới thiệu "chắc chắn đã được phân phối" và làm cho bộ phim trông giống như phạm vi tương tự như một bộ phim MCU. Họ làm nổi bật những nhân vật phản diện của loạt phim mà đoạn giới thiệu giới thiệu, Zemo và Những kẻ giết cờ. Angie Han của Mashable cảm thấy đoạn giới thiệu hứa hẹn "hành động bùng nổ, một cốt truyện thiết lập máy bay phản lực, một số nhân vật phản diện rất rùng rợn và - tốt nhất là - sự trở lại của cặp đôi kỳ quặc, những kẻ thù không đội trời chung" từ Civil War. Laura Hurley của CinemaBlend cho biết cảnh hành động của đoạn phim quảng cáo rất hoành tráng đến nỗi nó có thể là đoạn giới thiệu cho một bộ phim MCU hơn là một loạt phim. Viết cho io9, Charles Pulliam-Moore gọi đoạn giới thiệu này là "không có gì thiếu sót của những kẻ ăn cắp vặt".
Một điểm truyền hình đã được chiếu trong Super Bowl LV thông báo về việc phát hành đoạn giới thiệu thứ hai cho loạt phim. Ben Pearson của / Film cho biết đoạn giới thiệu là sự quay trở lại "phong cách kinh dị, hành động, đậm chất Marvel" sau khi phát hành WandaVision ít thông thường hơn. Pearson tự hỏi viễn cảnh này sẽ khác như thế nào nếu The Falcon and the Winter Soldier được phát hành trước WandaVision như dự kiến ban đầu. Ethan Alter tại Yahoo! cũng so sánh đoạn giới thiệu với WandaVision, nói rằng loạt phim dường như "mang đến cho khán giả những tràng pháo hoa mà khán giả mong đợi truyền thống từ các cuộc phiêu lưu của MCU". Brenna Ehrlich của Rolling Stone gọi đoạn giới thiệu là "tràn ngập các vụ nổ, các pha nguy hiểm chết người và tất cả các kiểu âm mưu". Nói về sự xuất hiện của Sharon Carter trong đoạn giới thiệu, Ian Cardona của Comic Book Resources cảm thấy rằng mặc dù chỉ có vài giây ngắn ngủi nhưng nhân vật này "cuối cùng cũng nhận được sự tôn trọng xứng đáng" sau những lần xuất hiện ngắn ngủi trong các bộ phim MCU. Trên các nền tảng truyền thông xã hội khác nhau, đoạn giới thiệu và quảng cáo truyền hình đã có hơn 125 triệu lượt xem tổng hợp trong vòng 24 giờ. Đoạn giới thiệu trở thành video được xem nhiều nhất cho một loạt phim trực tuyến, vượt qua con số 53 triệu lượt xem của đoạn giới thiệu WandaVision tháng 9 năm 2020. Nó cũng có 217.000 lượt đề cập trên mạng xã hội và lượng Tìm kiếm trên Google cao nhất trong số tất cả các dịch vụ giải trí. Anthony D'Alessandro tại Deadline Hollywood lưu ý rằng rất hiếm khi danh sách 10 địa điểm Super Bowl được tìm kiếm nhiều nhất của công ty phân tích EDO, đo lường các lượt tìm kiếm trong vòng năm phút sau khi một điểm phát sóng, bao gồm một đoạn giới thiệu thay vì quảng cáo thương hiệu, nhưng The Falcon and the Winter Vị trí của người lính được xếp hạng thứ năm trong danh sách.Theo YouTube, đoạn giới thiệu này là quảng cáo Super Bowl LV được xem nhiều thứ sáu trên trang web.
Bốn tập của loạt phim truyền hình Disney + Marvel Studios: Legends khám phá Falcon, Winter Soldier, Zemo và Sharon Carter bằng cách sử dụng các cảnh quay trong các bộ phim MCU của họ. Các tập phim tập trung vào Falcon và Winter Soldier được phát hành vào ngày 5 tháng 3 năm 2021, với các tập Zemo và Sharon Carter được phát hành vào ngày 12 tháng 3. Cũng trong tháng 3, Xbox đã phát hành các đoạn quảng cáo quảng bá chéo cho series với Xbox Series X và Series S và Xbox Game Pass. Quảng cáo có sự góp mặt của Mackie cùng với DC Pierson trong vai Aaron, một nhân viên bán hàng ở cửa hàng trò chơi, tái hiện vai diễn của anh trong Captain America: The Winter Soldier, nơi anh là nhân viên của Apple Store. Aaron được tiết lộ là Noobmaster69, người chơi Fortnite mà Thor đe dọa trong Avengers: Endgame. Một đoạn giới thiệu cuối cùng cho loạt phim đã được phát hành vào ngày 15 tháng 3. Austen Goslin tại Polygon cho rằng đây là một màn thể hiện tốt về câu chuyện, hành động và trò đùa của loạt phim, trong khi Matthew Jackson của Syfy Wire cảm thấy đã làm rõ rằng loạt phim sẽ là một "cuộc chiến cá nhân". Ông nói điều này và các đoạn giới thiệu trước đó cho thấy loạt phim có thể "mở ra tương lai cho góc đặc biệt này" của MCU. Thảo luận về đoạn giới thiệu cho io9, James Whitbrook nhấn mạnh sự nhấn mạnh vào các mối đe dọa vật lý và hiện sinh đối với Wilson và Barnes, đồng thời cho biết anh bị hấp dẫn bởi miêu tả của Flag-Smasher như một phong trào hơn là một nhân vật đơn lẻ. Vào tháng 1 năm 2021, Marvel đã công bố chương trình "Marvel Must Haves" của họ, trong đó tiết lộ đồ chơi, trò chơi, sách, quần áo mới, đồ trang trí nhà cửa và các hàng hóa khác liên quan đến từng tập của bộ truyện vào thứ Hai sau khi phát hành một tập. Vào ngày 15 tháng 3, quần áo nói chung, Funko Pops, đồ sưu tầm, phụ kiện và đồ gia dụng cho loạt phim đã được tiết lộ cho chương trình, cùng với hàng hóa "Must Haves" cho các tập phim bắt đầu từ ngày 22 tháng 3.

## Phát hành
The Falcon and the Winter Soldier ra mắt vào ngày 19 tháng 3 năm 2021, trên Disney +. Nó bao gồm sáu tập, phát hành hàng tuần cho đến ngày 23 tháng 4. Ban đầu bộ truyện được lên kế hoạch phát hành vào tháng 8 năm 2020,nhưng nó đã bị lùi lại sau khi quá trình quay phim bị trì hoãn do đại dịch COVID-19. Loạt phim là một phần của Giai đoạn Bốn của MCU.

## Đón nhận

### Lượt xem của khán giả
Disney+ đã thông báo rằng "New World Order" là tập phim được xem nhiều nhất từ trước đến nay trên nền tảng dịch vụ trực tuyến trong tuần đầu khai mạc (19 tháng 3 đến 22 tháng 3 năm 2021), trước khi công chiếu cuối tuần mở màn cho WandaVision và mùa thứ hai của The Mandalorian. Ngoài ra, Chim Ưng Và Chiến Binh Mùa Đông là tựa phim được xem nhiều nhất trên toàn cầu trong khoảng thời gian đó trên Disney+, bao gồm cả ở các thị trường Disney+ Hotstar. Samba TV báo cáo rằng 1,7 triệu hộ gia đình đã xem tập phim này vào cuối tuần công chiếu.

### Phê bình quan trọng
Trang web tổng hợp đánh giá Rotten Tomatoes đã báo cáo đánh giá phê duyệt 94% với điểm trung bình là 7,7 / 10, dựa trên 149 bài phê bình sau khi hai tập đầu tiên được phát sóng. Metacritic, sử dụng mức trung bình có trọng số, đã ấn định số điểm 74 trên 100 dựa trên 28 nhà phê bình, cho thấy "các bài đánh giá nói chung là thuận lợi".
Nick De Semlyen của tạp chí điện ảnh, Empire đã mô tả tập đầu tiên là "Một đoạn giới thiệu lại chậm rãi về thế giới của các Avengers, bây giờ là hậu Blip và xoáy với sự không chắc chắn. Một tập đầu tiên truyền thống hơn tập đã ra mắt WandaVision, nhưng là một với một chút hứa hẹn."